# Кактолга
Кактолга́ (рос. Кактолга) — село у складі Газімуро-Заводського району Забайкальського краю, Росія. Адміністративний центр Кактолгинського сільського поселення.

## Населення
Населення — 339 осіб (2010; 405 у 2002).
Національний склад (станом на 2002 рік):
- росіяни — 100 %